# Rafa Marín
Rafael Marín Zamora (19 mei 2002) is een Spaans voetballer die onder contract ligt bij Real Madrid.

## Clubcarrière
Marín ruilde in 2016 de jeugdopleiding van Sevilla FC in voor die van Real Madrid. Op 2 mei 2021 maakte hij zijn officiële debuut voor Real Madrid Castilla, het beloftenelftal van Real Madrid dat toen in de Segunda División B speelde. Trainer Raul Gonzalez Blanco liet hem die dag invallen tegen CD Badajoz. Marín, die een week later ook kort mocht invallen tegen CF Talavera, groeide in oktober 2021 uit tot een vaste waarde bij Real Madrid Castilla, dat na de competitiehervorming van 2021 van start ging in de Primera División RFEF, die een jaar later al werd omgedoopt in de Primera Federación. In het seizoen 2021/22 speelde hij 27 van de 38 competitiewedstrijden, in het seizoen 2022/23 miste hij zelfs slechts twee competitiewedstrijden.
In juli 2023 werd Marín voor een seizoen uitgeleend aan de Spaanse eersteklasser Deportivo Alavés. Op 14 augustus 2023 maakte Marín z'n debuut in de Primera División: op de openingsspeeldag kreeg hij tegen Cádiz CF meteen een basisplaats van trainer Luis García.

## Clubstatistieken
| Seizoen         | Club                 | Land            | Competitie            | Competitie | Competitie | Beker | Beker | Supercup | Supercup | Internationaal | Internationaal | Totaal | Totaal |
| Seizoen         | Club                 | Land            | Competitie            | Wed.       | Dlp.       | Wed.  | Dlp.  | Wed.     | Dlp.     | Wed.           | Dlp.           | Wed.   | Dlp.   |
| --------------- | -------------------- | --------------- | --------------------- | ---------- | ---------- | ----- | ----- | -------- | -------- | -------------- | -------------- | ------ | ------ |
| 2020/21         | Real Madrid Castilla | Vlag van Spanje | Segunda División B    | 2          | 0          | —     | —     | —        | —        | —              | —              | 2      | 0      |
| 2021/22         | Real Madrid Castilla | Vlag van Spanje | Primera División RFEF | 27         | 1          | —     | —     | —        | —        | —              | —              | 27     | 1      |
| 2022/23         | Real Madrid Castilla | Vlag van Spanje | Primera Federación    | 40         | 3          | —     | —     | —        | —        | —              | —              | 40     | 3      |
| 2023/24         | → Deportivo Alavés   | Vlag van Spanje | Primera División      | 33         | 0          | 2     | 0     | —        | —        | —              | —              | 35     | 0      |
| Carrière totaal | Carrière totaal      | Carrière totaal | Carrière totaal       | 102        | 4          | 2     | 0     | 0        | 0        | 0              | 0              | 104    | 4      |

Bijgewerkt op 25 juni 2024.

## Erelijst
| Primera División      | 1x | 2021/22 |
| UEFA Champions League | 1x | 2021/22 |

## Interlandcarrière
Marín nam in mei 2019 met Spanje –17 deel aan het EK onder 19 in Ierland. In de derde groepswedstrijd tegen Italië (4-1-nederlaag) speelde hij 90 minuten mee, in de halve finale tegen Nederland (1-0-nederlaag) viel hij in de blessuretijd in voor Álvaro Carrillo. Door het behalen van de halve finale in Ierland was Spanje geplaatst voor het WK onder 19 in Brazilië later dat jaar. Ook voor dit toernooi werd Marín geselecteerd. Net als in Ierland kreeg Marín in Brazilië slechts één basisplaats – in de derde groepswedstrijd tegen Kameroen –, daarnaast mocht hij ook in de blessuretijd invallen in de eerste groepswedstrijd tegen Argentinië (0-0-gelijkspel) en in de achtste finale tegen Senegal (2-1-zege).
Op 8 september 2023 maakte Marín zijn debuut voor de Spaanse beloften.
1 Courtois ·
2 Carvajal  ·
3 Militão ·
4 Alaba ·
5 Bellingham ·
6 Camavinga ·
7 Vinícius ·
8 Valverde ·
9 Mbappé ·
10 Modrić ·
11 Rodrygo ·
13 Lunin ·
14 Tchouaméni ·
15 Güler ·
16 Endrick ·
17 Vázquez ·
18 Vallejo ·
19 Ceballos ·
20 García ·
21 Díaz ·
22 Rüdiger ·
23 Mendy ·
Coach: C. Ancelotti
Assistent-trainer: D. Ancelotti